# Université de l'Alabama à Birmingham
Pour les articles homonymes, voir Université de l'Alabama (homonymie).
L'université de l'Alabama à Birmingham (UAB) est une université américaine, située à Birmingham, Alabama.

## Vie de l'Université
En 2008, l'université a reçu un don de 2 000 000 $ de la Fondation Donald W. Reynolds afin de renforcer son programme d'éducation des soins, la formation pédagogique en gériatrie de plus de 875 étudiants en médecine.